# Malappuram
Malappuram (മലപ്പുറം en Malayalam) est la quatrième plus grande ville du Kerala située en Inde.

## Géographie

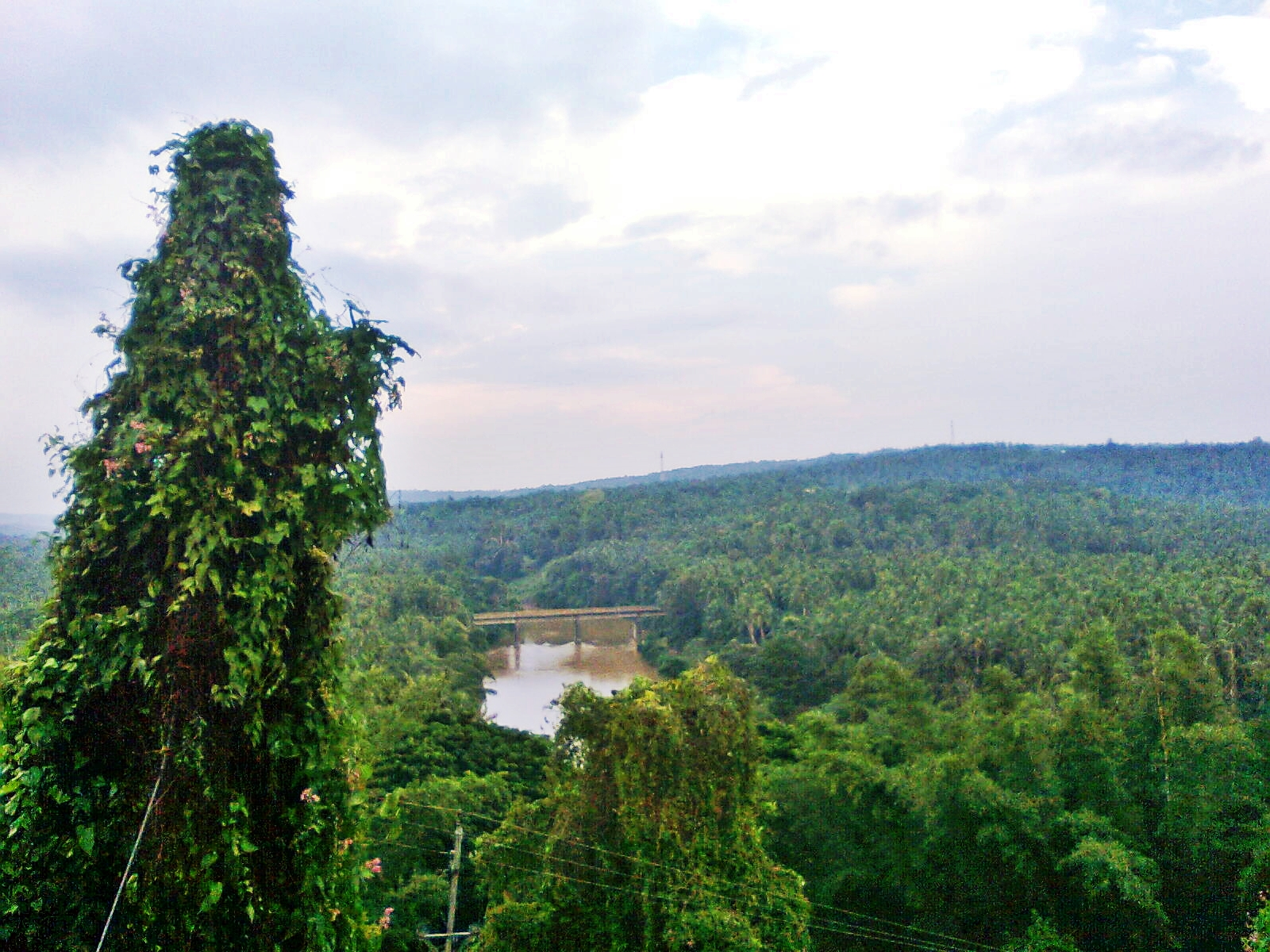
Vue de la rivière Kadalundi depuis une colline de Malappuram.

La cité est le centre du district éponyme ; elle est gérée par un conseil municipal. La rivière Kadalundi (en) irrigue la ville.
La ville est reliée par la NH-213 et la NH-17, par le rail avec les gares de Angadipuram (17km de distance), les gares de Parappanangadi et Tirur (situées à 26 km) aux grandes villes d'Inde. L'Aéroport international Calicut est une porte d'entrée de la ville.
La municipalité fait de grands efforts pour la qualité de vie, espaces verts, élimination des déchets...

## Histoire
La ville est ceinte de forts, le fort Gottapady que les troupes de Zamorin utilisaient, utilisé aussi par Tipu Sahib, les britanniques utilisaient la caserne Haig. Le quartier général de la Police spéciale de Malabar était à Malappuram en 1921, à la suite de la rébellion de Malabar aux grandes villes d'Inde.

## Galerie

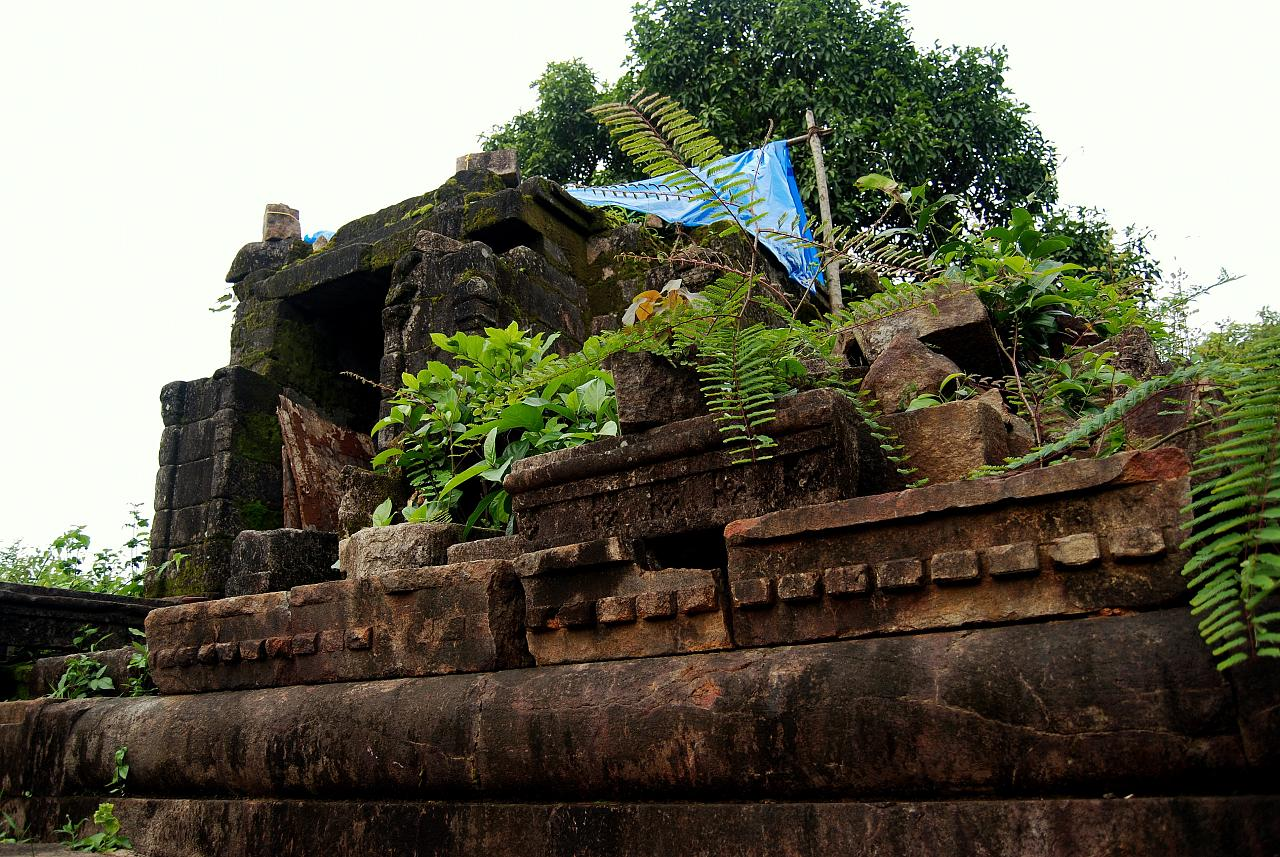
Ancien temple au sommet de la colline Thiruvonamala.
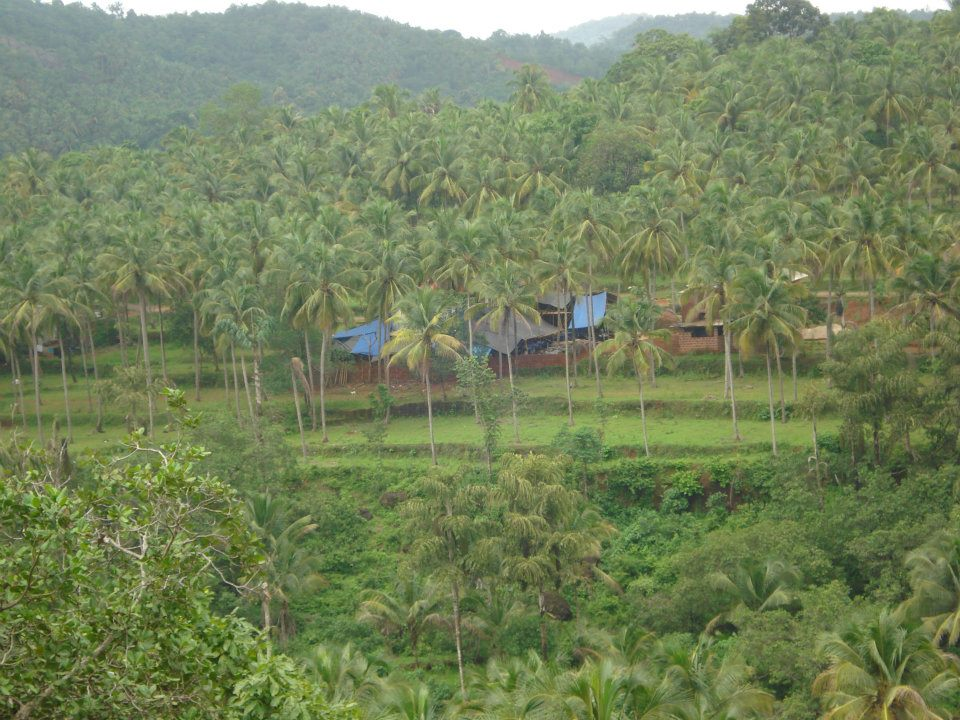
Nature à parapalliyali.
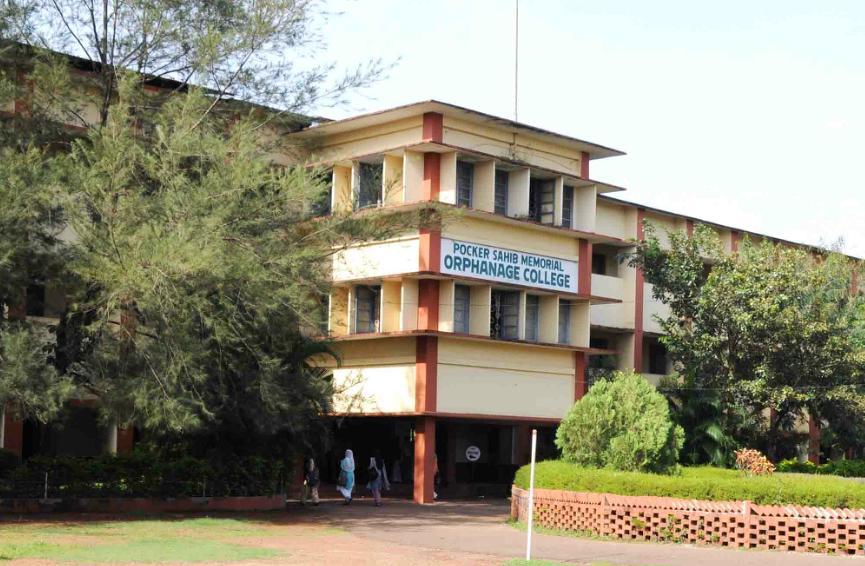
Université Pocker sahib memorial orphanage.
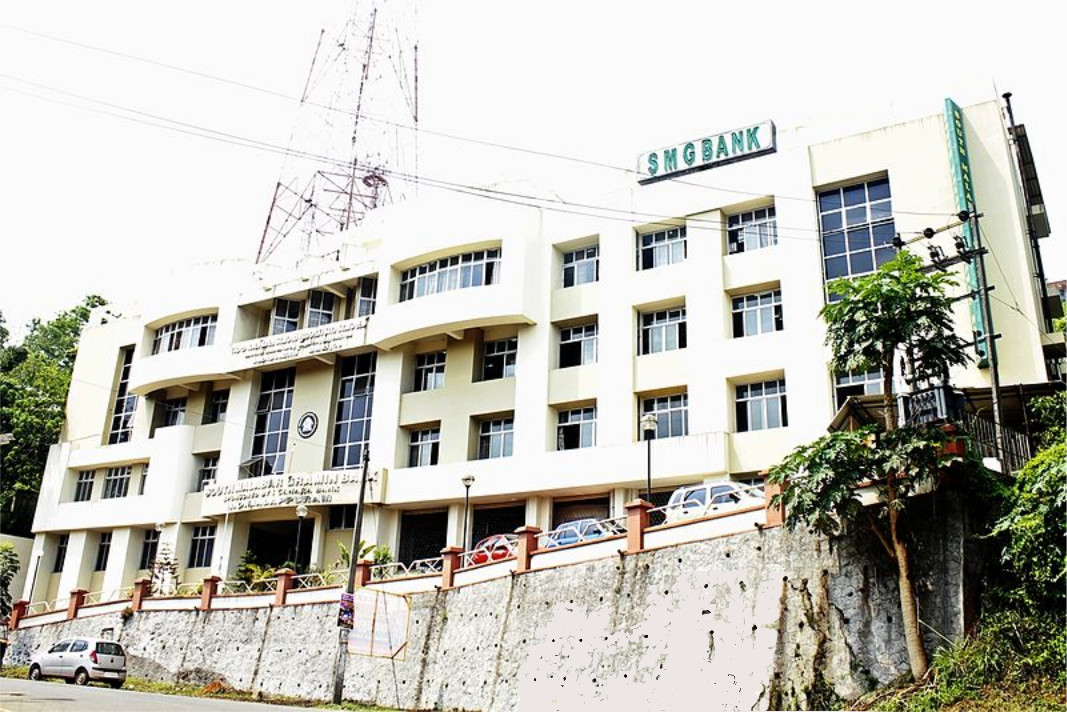
Le siège de la SMG gramin banque.